# Plerodia syrinx
Plerodia syrinx är en skalbaggsart som först beskrevs av Bates 1865.  Plerodia syrinx ingår i släktet Plerodia och familjen långhorningar.
Artens utbredningsområde är Paraguay. Inga underarter finns listade i Catalogue of Life.